# Los expertos
The Experts (Los expertos) es un largometraje estadounidense estrenado en 1989.

## Sinopsis
Travis y Wendell son secuestrados cuando van camino a abrir un club nocturno en Nebraska. Un agente de la KGB los lleva a la URSS para que les enseñen a los agentes de la organización a ser tan "cool" como los estadounidenses.

## Reparto
- John Travolta como Travis
- Arye Gross como Wendell
- Kelly Preston como Bonnie
- Deborah Foreman como Jill
- James Keach como Yuri
- Jan Rubeš como Illyich
- Brian Doyle-Murray como Señor Jones
- Charles Martin Smith como Cameron Smith
- Mimi Maynard como Betty Smith
- Eve Brent como Tia Thelma
- Rick Ducommun como Sparks
- Steve Levitt como Gil
- Tony Edwards como Nathan
- David Mcalpine como Farmboy